# جریان پرتغال

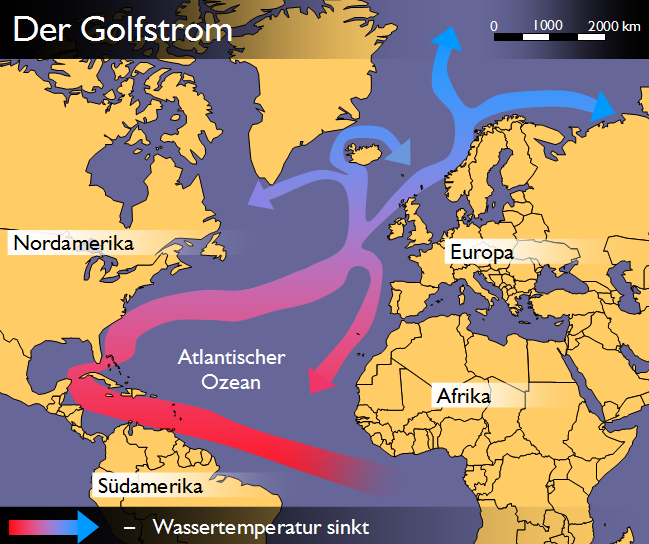
جریان‌های اقیانوس اطلس شمالی

جریان پرتغال (انگلیسی: Portugal Current) یک جریان اقیانوسی گرم و ضعیف است که در امتداد ساحل پرتغال و با جهت جنوب شرقی گردش می‌کند. این جریان نتیجه جابه‌جایی آب‌های شرقی جریان اطلس شمالی است.